# Argonaut Peak
Der Argonaut Peak ist ein hoher Berg in der Kaskadenkette im US-Bundesstaat Washington. Als Teil der Stuart Range in den Wenatchee Mountains liegt er innerhalb der Alpine Lakes Wilderness im Wenatchee National Forest und ist Teil der als The Enchantments bekannten Region. Mit 8.453 ft (2.576 m) Höhe belegt er Rang 65 in der Liste der höchsten Gipfel von Washington. Der Argonaut Peak bildet den Gipfel eines Grats zwischen dem Colchuck Peak und dem Sherpa Peak. Er hat einen südöstlichen und einen westlichen Gipfel von annähernd gleicher Höhe, wobei der Westgipfel als der eigentliche angesehen wird. Es gibt im Südosten eine hervorstehende Spitze. Die Südhänge fallen zum Tal des Ingalls Creek ab. Die Nord- und die Nordostseite des Argonaut erheben sich hoch über einen Quellfluss des Mountaineer Creek, einem Zufluss des Icicle Creek. Der Argonaut Peak liegt 1,7 mi (2,7 km) westlich des Isolation Lake und 1,8 mi (2,9 km) östlich des Mount Stuart.

## Geologie
Der Argonaut Peak ist eine gewaltige Bastion reinen Granits, die Teil des Mount-Stuart-Batholiths ist.

## Geschichte
Der Argonaut Peak wurde erstmals im September 1955 über die Südroute durch Lex Maxwell, Bob McCall und Bill Prater bestiegen.:236–237, 293–296